# Alte Brennerei Schwake

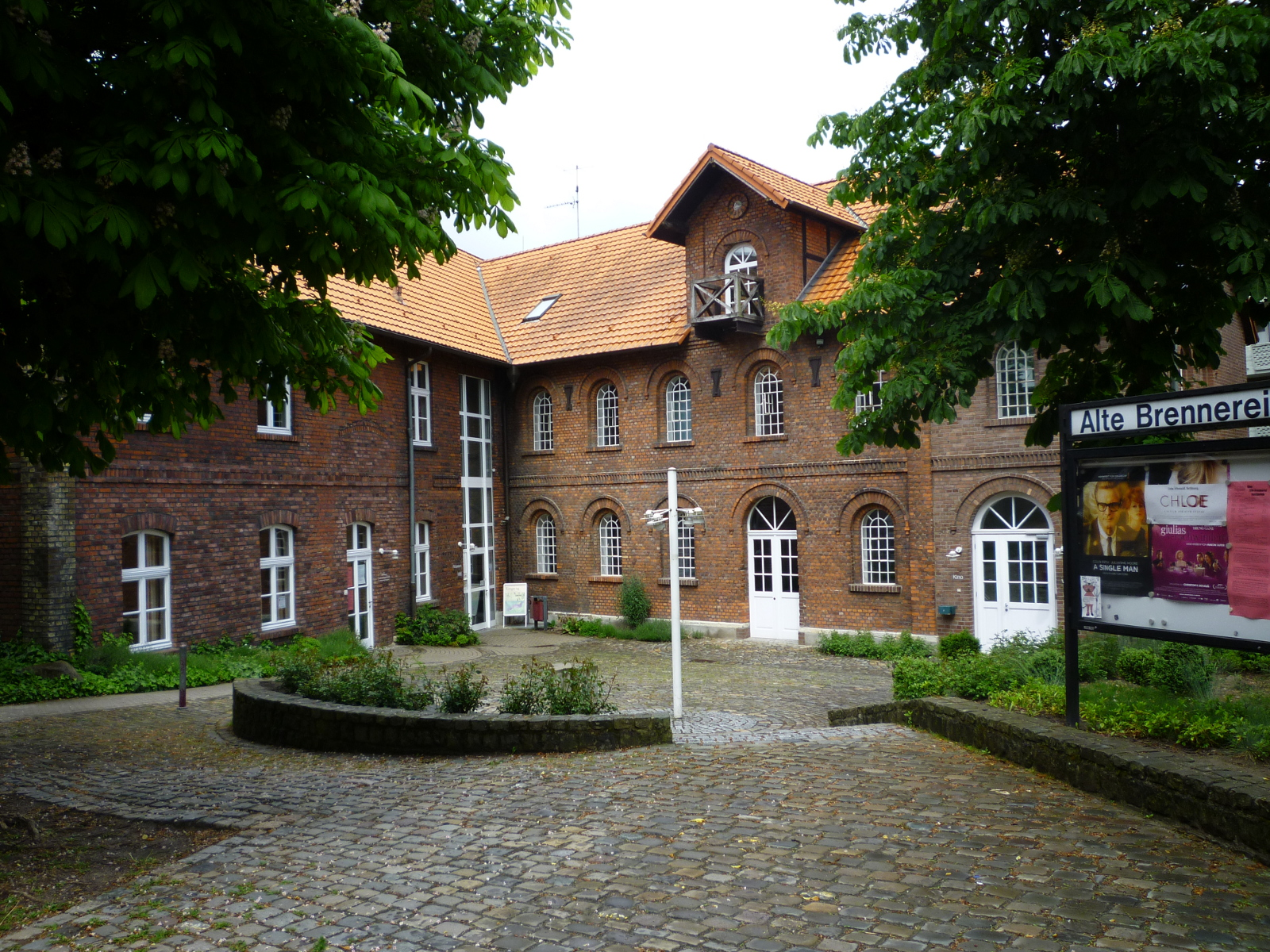
Alte Brennerei Schwake

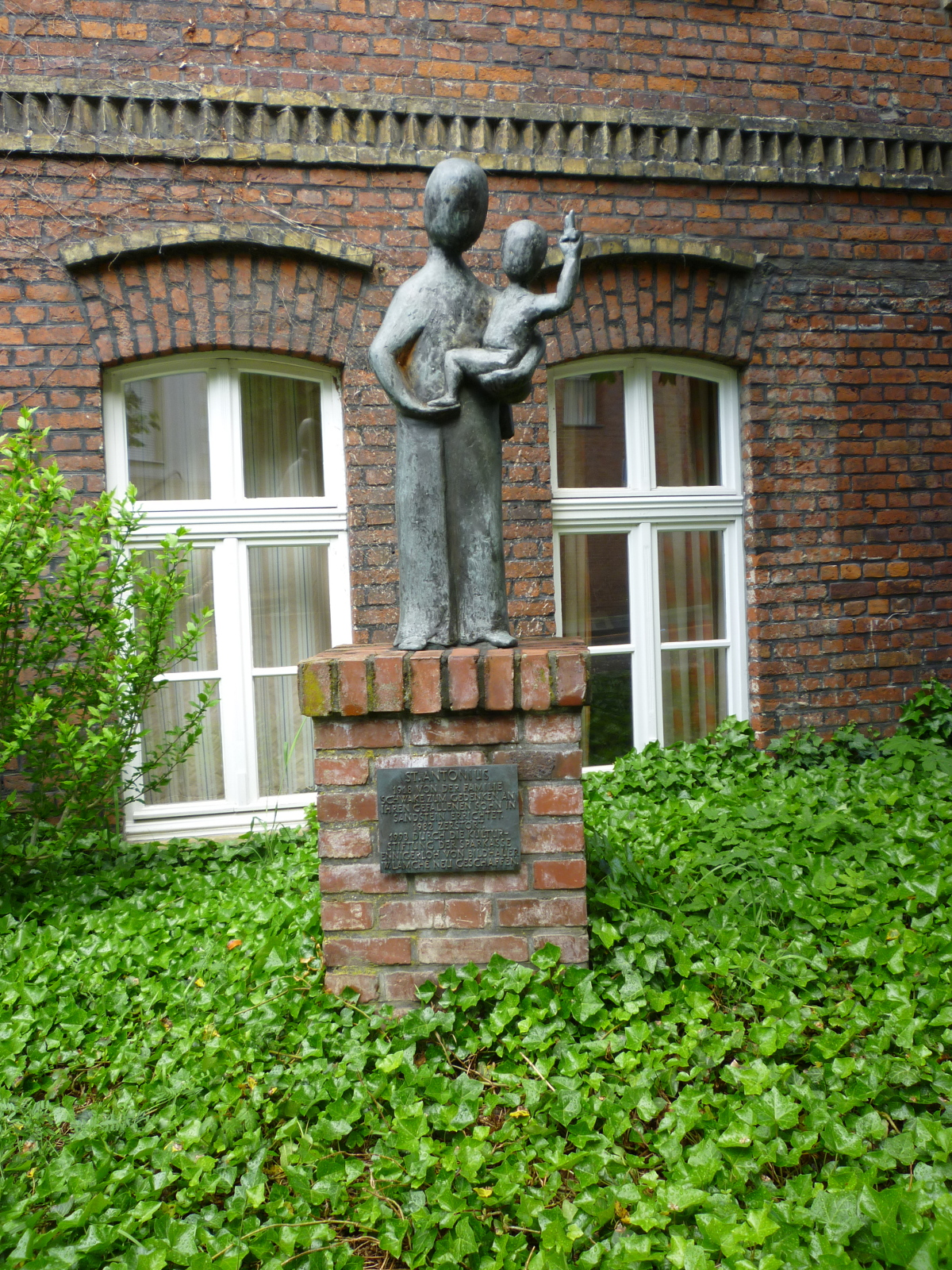
Denkmal St. Antonius

Die Alte Brennerei Schwake in Ennigerloh ist eine ehemalige Schnapsbrennerei.
Aufgrund der gut erhaltenen Bausubstanz wurde das Gebäude in den 1980er Jahren für seine heutige Bestimmung umgebaut und mit einem Wohnhaus ergänzt. Nur in der Eingangshalle erinnern heute noch eine Destillierbatterie sowie Transmissionswellen und -räder an die ehemalige Nutzung.
Heute befinden sich im zweiten Stock der ehemaligen Brennerei zwei Kinos mit einem kleinen Vorführraum. Ferner ist die Alte Brennerei heute regionales Kultur- und Begegnungszentrum. Das Gebäude verfügt über eine Kleinkunstbühne für Theater- und Kabarettaufführungen. Ebenso dient es als Ausstellungsort, zum Beispiel für Kunstausstellungen.
Seit 2003 findet hier alljährlich der Ennigerloher Dichtungsring (Poetry Slam) statt, ein Wettstreit um Worte für alle Hobbypoeten aus der Region.